# Tom Puss och Draken
Tom Puss och Draken (holländska: Als je begrijpt wat ik bedoel) är en nederländsk animerad film från 1983, filmen är baserad på Tom Puss serietidning av Marten Toonder och är också den första animerade filmen som gjordes i Nederländerna, Filmen har givits ut på video i Sverige med svensk lektorsdubbning.

## Handling
Oliver Bommel stöter på ett stort ägg som så småningom kläcks till en liten drake. Humlan bestämmer sig för att ta hand om djuret, men så upptäcker han att draken växer varje gång den blir arg eller har roligt.

## Ursprungliga röster
- Fred Benavente
- Maya Bouma
- Fred Emmer
- Harrie Geelen
- Arnold Gelderman
- Paul Haenen
- Lo van Hensbergen
- André van den Heuvel
- Tonny Huurdeman
- Trudy Libosan
- Gees Linnebank
- Luc Lutz
- Sacco van der Made
- Joan Remmelts
- Will van Selst
- Ger Smit
- Elly van Stekelenburg